# Phare de Romer Shoal
Le phare de Romer Shoal (en anglais : Romer Shoal Light), est un phare offshore de type à caisson situé à l'entrée de la Lower New York Bay dans le comté de Monmouth, New Jersey.
Il est inscrit au Registre national des lieux historiques depuis le 16 août 2006 sous le no 06001304.

## Historique
Le haut-fond a été nommé du nom du bateau pilote William J. Romer qui y a coulé en 1863. Le phare à caisson actuel a été érigé en 1898 sur un récif à environ 4 km au nord de Sandy Hook. Il a été gravement endommagé lors de l'ouragan Sandy.

## Description
Le phare est une tour cylindrique en fonte avec double galerie et lanterne de 16 m de haut, montée sur un caisson en fonte protégé par un enrochement. La tour est peinte en blanc sur sa partie inférieure et rouge sur la partie supérieure.
Il émet, à une hauteur focale de 16 m, deux éclats blancs de 5 secondes par période de 15 secondes. Sa portée est de 15 milles nautiques (environ 28 km). Il est équipé d'une corne de brume émettant deux souffles toutes les 30 secondes.
Identifiant : ARLHS : USA-701 ; USCG : 1-35070 ; Admiralty : J1090 .

### Lien connexe
- Liste des phares du New Jersey